# 中国铁路209型转向架
209型转向架是目前中国国内干线铁路120km/h速度等级客车的主型转向架之一，主要用于25B、25G型客车及部分特种车型，具有运营成本低、结构简单可靠、运行性能优良稳定、易于维护等优点，目前装用的209系列转向架约3.3万台，在中国各大铁路干线、支线上运营。209型转向架自1978年开始试运行，历经多年不断的完善与改进，于1999年发展为使用盘形制动的209P型转向架，其余使用闸瓦制动的为209T型，并通过原铁道部技术评审。该型转向架由南车南京浦镇车辆有限公司、长春轨道客车股份有限公司、唐山轨道客车有限责任公司进行生产，其中浦镇公司生存的构架为铸造结构，长客股份、唐车公司生产的构架为焊接结构。为了适应双层客车重心高、载客量大的要求，在209P型的基础上发展出了使用空气弹簧作为摇枕弹簧的209PK型转向架，主要用于双层25B型客车；浦镇厂沿用209P型的基本结构开发出了准高速客车转向架209HS型，由于其与209型相比有甚多改造，因此自立条目另述，本条目描述209T、209P、209PK这三个具体型号。

## 209型转向架的由来及发展概况
随着铁路运输的发展，50年代发展起来的202型、205型及其他旧型客车转向架，已越来越不能适应安全运行和满足旅客舒适度的要求，需要有一种新型转向架老替代。1972年的铁路客车转向架定型工作会议提出需对旧型客车转向架进行全面提升和改造，希望以一种新型转向架替代。209型转向架就是在这样一种形式下设计制造出来的。
1972年10月浦镇车辆厂在西南交通大学、上海铁道学院 、铁道科学研究院机车车辆研究所、四方车辆研究所、长春客车厂等单位的协作下，利用原有的205型转向架进行了改造设计，首先对205型转向架的摇枕弹簧悬挂装置由构架侧梁中部悬挂改造为超外侧悬挂，并将其叠板弹簧改为两组圆弹簧加垂向油压减振器，一系定位仍采用干摩擦导柱定位。
1973年8月在沪宁线进行了40一113km/h范围内的动力学试验，证明转向架的走行性能有显著改善。1974年浦镇车辆厂在相关单位协作下，对试验成功的205型转向架再次进行了较为全面的没汁改进，改进后的转向架采用了偏心导柱，可以满足C、D轴通用的客车转向架，并命名为208、209型转向架（由于设计的导柱为偏心结构，装C轴时为208型，同一轴箱两导柱中心距为560mm；装D轴时为209型，同一轴箱两导柱中心距为580mm，随着我国客运量的不断增加，208型的c轴转向架逐步淘汰，目前已没有在线运营的208型转向架。
209型转向架于1975年1月由浦镇车辆厂在南京一